# Список лідерів кінопрокату України 2011
Список лідерів кінопрокату України 2011 містить анотоване перерахування лідерів бокс-офісу України для фільмів, що вперше вийшли в український кінопрокат протягом календарного року 2011 та які за всю свою прокатну історію в Україні зібрали суму у понад $1 млн. 
Список включає збори, зароблені фільмами під-час продажу квитків у кінотеатрах; прибуток від VHS/DVD/Blu-Ray/Video-on-demand, показу на ТБ тощо не враховується. Суми вказуються у доларах США і не враховують інфляцію. Якщо не вказано іншого джерела, суми касових зборів наведені за даними сайту Box Office Mojo.
| #  | Назва фільму                                  | Країна               | Збори в Україні, $ |
| -- | --------------------------------------------- | -------------------- | ------------------ |
| 1  | Пірати Карибського моря: На дивних берегах    | США                  | 5 268 571          |
| 2  | Кіт у чоботях                                 | США                  | 4 107 338          |
| 3  | Трансформери 3                                | США                  | 4 085 682          |
| 4  | Гаррі Поттер і Смертельні реліквії: Частина 2 | Велика Британія, США | 3 558 720          |
| 5  | Службовий роман. Наш час                      | Росія, Україна       | 2 795 748          |
| 6  | Висоцький. Дякуємо, що живий                  | Росія                | 2 678 165          |
| 7  | Шерлок Холмс: Гра тіней                       | Велика Британія, США | 2 603 009          |
| 8  | Тачки 2                                       | США                  | 2 470 971          |
| 9  | Сутінки. Сага. Світанок: Частина 1            | США                  | 2 423 266          |
| 10 | Ялинки 2                                      | Росія                | 2 368 155          |
| 11 | Панда Кунг-Фу 2                               | США                  | 2 286 825          |
| 12 | Про що ще говорять чоловіки                   | Росія                | 2 047 575          |
| 13 | Форсаж 5: Пограбування в Ріо                  | США                  | 2 014 415          |
| 14 | Ріо                                           | США                  | 1 838 484          |
| 15 | Іван Княженко та Сірий Вовк                   | Росія                | 1 802 831          |
| 16 | Реальна сталь                                 | США                  | 1 724 660          |
| 17 | Турист                                        | США                  | 1 635 972          |
| 18 | Похмілля 2: З Вегаса до Бангкока              | США                  | 1 526 926          |
| 19 | Тор                                           | США                  | 1 477 787          |
| 20 | Війна Богів: Безсмертні                       | США                  | 1 460 812          |
| 21 | Викрутаси                                     | Росія                | 1 414 182          |
| 22 | Час                                           | США                  | 1 383 997          |
| 23 | Пункт призначення 5                           | США                  | 1 305 449          |
| 24 | Училка                                        | США                  | 1 137 733          |
| 25 | Місія неможлива: Протокол «Фантом»            | США                  | 1 087 764          |
| 26 | Як обікрасти хмарочос                         | США                  | 1 013 623          |
| 27 | Найкращий фільм 3-ДЕ                          | Росія                | 1 006 821          |
| 28 | Ранго                                         | США                  | 1 005 795          |